# Josef Vajs

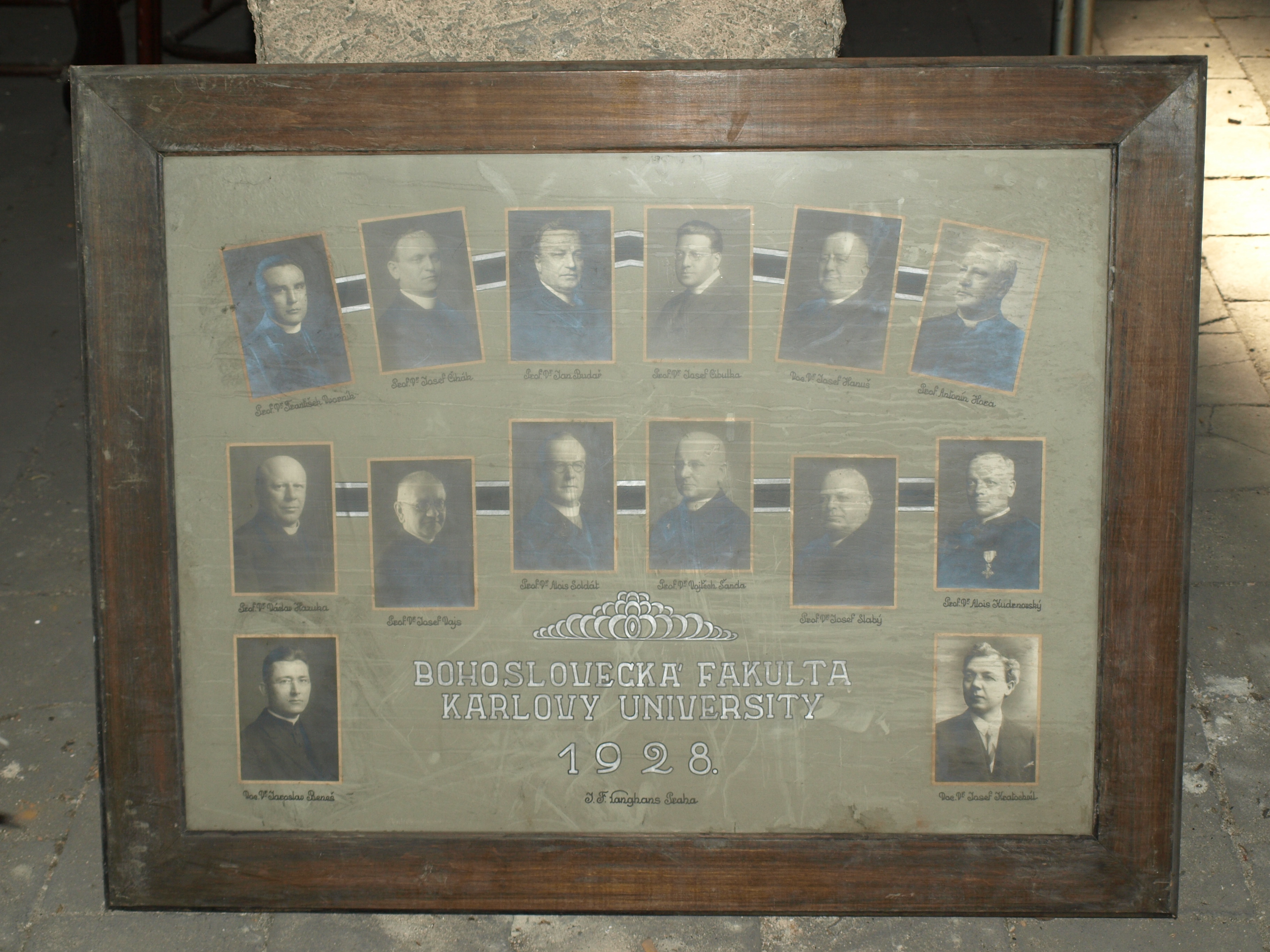
Josef Vajs na tablu vyučujících bohoslovecké fakulty Karlovy univerzity v roce 1928

Josef Vajs (17. října 1865 Dolní Liboc – 2. listopadu 1959 Praha) byl český teolog, filolog, biblista, katolický kněz, slavista, paleograf, publicista, editor staroslověnských a církevněslovanských textů, překladatel a vysokoškolský pedagog.

## Život
Středoškolské studium zahájil na malostranském gymnáziu (1877), dokončil jej na Akademickém gymnáziu (1881–1885), kde byl přijat do arcibiskupského konviktu. Následně studoval v Římě bohosloví (1885–1890), na kněze byl vysvěcen 21. prosince 1889.
Po návratu z Říma působil v duchovní správě, ale vzdělával se dále ve slovanské filologii na Filozofické fakultě Karlovy univerzity v Praze jako mimořádný posluchač u profesorů Jana Gebauera a Františka Pastrnka.
V popředí jeho studijního zájmu stály staroslověnština a cyrilometodějský odkaz, po pravidelných prázdninových návštěvách (1897–1901) a čtyřleté vědecké práci (1902–1906) na ostrově Krku zpočátku charvátské, posléze veškeré hlaholské písemnictví. V roce 1901 z jeho podnětu založil krčský biskup Dr. Antonín Mahnić Staroslověnskou akademii (Academie Palaeoslovenica Veglensis), kde v následujících letech vydal řadu komentovaných původních hlaholských textů v edici Glagolitica.
V roce 1911 na FF UK získal doktorát filozofie, habilitoval na teologické fakultě Karlovy univerzity, na níž působil od 13. 5. 1912 jako docent, 7. 5. 1918 byl jmenován mimořádným a 25. 7. 1919 řádným profesorem staroslověnského překladu Písma svatého a slovanské liturgie. Přednášel až do roku 1937, kdy odešel na odpočinek.
V průběhu své pedagogické, pastorační, ediční, publicistické, překladatelské a badatelské činnosti absolvoval další četné studijní pobyty v zahraničí (mj. Řím, Záhřeb, Ljubljana, Paříž, Vídeň, Londýn, Oxford, Soluň, Cařihrad), spojené s intenzivním bádáním v knihovnách a archivech i rozsáhlou přednáškovou činností, aktivně se zúčastnil tří byzantologických a dvou slavistických sjezdů. Byl iniciátorem slavení pěti svátků hlavních českých patronů (Jan Nepomucký, Prokop, Cyril a Metoděj, Ludmila, Václav) hlaholskou mší v Čechách a na Velehradě, k nimž vydal příslušné liturgické texty s partiturami hudebních skladatelů Karla Douši, Josefa Bohuslava Foerstra a Antonína Jandy.
Zemřel 2. listopadu 1959 v Praze a je pochován v hrobce proboštů kolegiátní kapituly Všech svatých na Vyšehradském hřbitově.

## Ocenění
- Člen České akademie věd a umění (mimořádný 31. 10. 1928, řádný člen od 25. 11. 1936)[8]
- Mimořádný člen Královské české společnosti nauk (od 8. 1. 1919)[8]
- Čestný člen Slovanského ústavu v Praze
- Dopisující člen Jihoslovanské akademie
- Dopisující člen Staroslověnské akademie na Krku
- Čestný doktorát teologie udělený papežem Benediktem XV.
- Papežský prelát (Msgre.) jmenovaný papežem Piem XI. po vydání Evangeliáře Assemanova
- Čestný kanovník katedrálních kapitul v Záhřebu, Splitu a na Krku
- Konsistorní rada pražské arcidiecéze
- Kanovník senior kapituly Všech svatých na Hradě pražském[9]

## Dílo
Rozsáhlá vědecká a publikační činnost prof. Josefa Vajse byly převážně zaměřeny na paleoslovenistiku se specializací na hlaholské písemnictví v aspektu textologickém, gramatickém, lexikologickém i paleografickém, slovanskou liturgii a cyrilometodějské překlady Bible. Jeho reprezentativní bibliografie z pera prof. Josefa Kurze obsahuje 226 položek z oboru slovanské filologie a liturgie (z toho 30 knižních titulů) a 39 prací z oblasti teologické a náboženské. Od roku 1912 spolupracoval na přípravě a tvorbě Českého slovníku bohovědného (vycházel 1912–1932), v letech 1930–1938 spoluredigoval Časopis katolického duchovenstva, ke konci života stál u zrodu velkého čtyřsvazkového Slovníku jazyka staroslověnského (Lexicon linguae palaeoslovenicae) jako předseda přípravné komise Slovanského ústavu (1948–1952).

### Výběrová bibliografie
- Hlaholský zlomek nalezený v Augustianském klášteře v Praze (1901)
- Recensio croatico-glagolitici fragmenti verbenicensis (1903)
- Memoria liturgiae slavicae in Dioecesi Auxerensi (1906)
- Česká bible hlaholská (1908)
- Abecedarium paleoslavonicum in usum glagolitarum (1909, 1917)
- Hlaholské knihy obřadní a zlomky Selcské (1909)
- Propheta Oseas (1910)
- Nejstarší breviář chrvatsko-hlaholský : Prvý breviář Vrbnický (1910)
- Ukázky textů z Vatikánského kodexu (1913)
- Duchovní almanach 1915 (1915)
- Zacharias-Malachias (1915)
- Psalterium paleoslovenicum croatico–glagoliticum (1916)
- Kniha Rut v překladě staroslovanském (1926)
- Evangelium svatého Marka a jeho poměr k řecké předloze (1927)
- Ioannis VIII pp. epistolae ad Svatopluk principem et Methodium archiepiscopum (1928)
- Evangeliář Assemanův : Kodex vatikánský 3. slovanský = Evangeliarum Assemani : Codex Vaticanus 3. slavicus glagoliticus (s Josefem Kurzem, 1. díl–1929; 2. díl–1959)
- Sborník staroslovanských literárních památek o sv. Václavu a sv. Lidmile (1929)
- Rukověť hlaholské paleografie : uvedení do knižního písma hlaholského (1932)
- Liturgické mešní zpěvy staroslovanské na svátky svatých patronů českých (1933)
- Kurs obecné mluvy KOINHC, řeckého jazyka papyrů, ostrak i posv. knih Starého a Nového zákona (1934, 1987, 1994)
- Evangelium sv. Marka. Text rekonstruovaný (1935)
- Evangelium s. Matthaei palaeoslovenice (1935)
- Evangelium s. Ioannis palaeoslovenice (1936)
- Evangelium s. Lucae palaeoslovenice (1936)
- Legenda o svatém Borisi a Glebovi (1947, 1988)
- Cyril a Metod, apoštolové slovanští / Josef Dobrovský (1948)
- Soupis staroslovanských rukopisů Národního musea v Praze (s Josefem Vašicou, 1957)

### Překlady
- BALDE, Henricus. Křesťanské pravdy (1931, z latiny)
- BOUHORS, Dominique. Křesťanské myšlenky na každý den v měsíci (1934, z francouzštiny)